# Illiniza
De Illiniza is een dubbelvulkaan gelegen in de provincie Cotopaxi in Centraal-Ecuador, ongeveer 55 kilometer ten zuiden van de hoofdstad Quito. De met sneeuw bedekte stratovulkanen bestaan uit een noordelijke (Illiniza Norte; 5.126 m) en een zuidelijke (Illiniza Sur; 5.248 m) top. De vulkanen zijn slapend.

## Geologie
Het complex van de Illiniza bestaat voornamelijk andesitisch-dacitisch stollingsgesteente en is grotendeels van Pleistocene ouderdom. De Tishigcuchi-lavakoepel op de zuidelijke flank was nog actief tijdens het Holoceen.
De Iliniza Norte is een overblijfsel van een vulkanisch complex waar de jongere Illiniza Sur ontstond. Deze wordt omringd door dikke pyroclastische sedimenten. Een explosieve uitbarsting heeft een kleine caldera gevormd.

## Beklimming
De noordelijkste en laagste van de twee bergen is het gemakkelijkste te beklimmen. Voor de Illiniza Sur is ijsklimmen noodzakelijk. De noordelijke piek is eenvoudiger te beklimmen en slechts met meer sneeuwval zijn ijsschoenen en touwen nodig.
De Illiniza's worden beschouwd als ideale toppen om te acclimatiseren en worden dan ook als voorbereidende klimmen gebruikt voor hogere vulkanen als de Cotopaxi, Chimborazo en de Cayambe.
Tussen de twee toppen bevindt zich een goed uitgeruste berghut, die bereikt wordt na drie uur klimmen vanaf het vertrekpunt, ongeveer een uur rijden vanaf El Chaupi. Voor verblijf in de berghut is een slaapzak en eten nodig. Water om te koken is aanwezig en ook kookgerei is beschikbaar.

## Etymologie
De naam van de vulkaan is afkomstig uit de Kunzataal en betekent letterlijk "mannelijke heuvel".